# Burgstall Marktl
Der Burgstall Marktl  ist eine abgegangene spätmittelalterliche Höhenburg auf dem Innhorn 463 m ü. NHN ca. 1000 nördlich von der Pfarrkirche St. Oswald in dem Markt Marktl im oberbayerischen Landkreis Altötting in Bayern. Die Anlage wird als Bodendenkmal unter der Aktennummer D-1-7743-0010 im Bayernatlas als „Burgstall des hohen oder späten Mittelalters“ geführt.